# 광주학생해양수련원
광주학생해양수련원(光州學生海洋修鍊院)은 지방교육자치에 관한 법률 제32조에 따라 학생들의 해양수련활동 등을 통하여 공동체 의식, 바른 인성, 진취적인 기상 및 호연지기를 가진 정의로운 민주시민육성에 기여하고, 교직원들의 복지증진과 심신수련을 위한 공간을 제공하기 위하여 광주광역시교육청 산하에 설치된 소속기관이다.